# Ognjen Ožegović
Ognjen Ožegović est un footballeur international serbe né le 9 juin 1994 à Gradiška. Il évolue au poste de défenseur à l'Atromitos.

## Palmarès
- Vainqueur du championnat d'Europe des moins de 19 ans 2013 avec l'équipe de Serbie des moins de 19 ans